# Nele Goossens

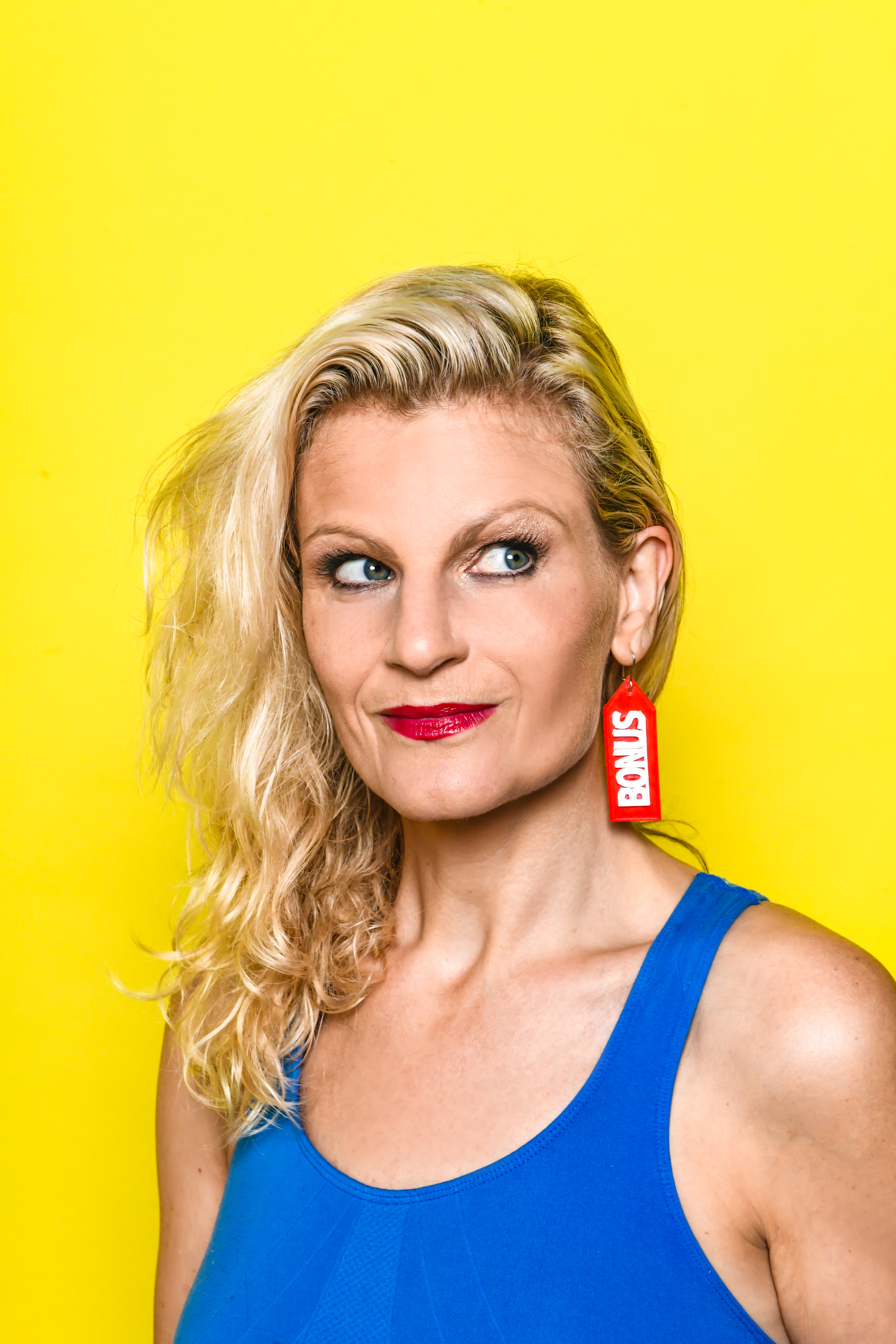
Nieuwe show Bonus

Nele Goossens (Zoersel, 26 maart 1977) is een Vlaamse actrice.
Ze is vooral bekend uit Chris & Co, als Kelly, het lief van Snelle Eddy. Daarnaast speelde ze gastrollen in verschillende tv-series, waaronder in Flikken als Chantal De Vreeze.
Naast televisie is Nele vooral actief in het theater. Ze speelde verschillende producties bij Het Toneelhuis en theater Froe Froe. Nele creëerde ook een eigen productie 'Nele Solo' een eigen geschreven tekst en concept.  In regie van Brit van der Borght.  Deze productie liep tot in 2012. In 2013 kwam er een nieuwe Solo onder de werktitel 'Poppemie'.
Reeds enkele jaren is Nele in de zomermaanden te zien in Het Witte Paard te Blankenberge.
Goossens was vijftien jaar lang samen met collega-acteur Maarten Bosmans. Het koppel trouwde in 2005. In 2006 werd hun dochter Amelie Josefien geboren. In 2013 zetten Goossens en Bosmans een punt achter hun huwelijk.
In 2014 toerde zij, samen met Jan De Smet, Lucas Van den Eynde en Barbara Dex, door Vlaanderen met het programma Kleinkunsteiland.
In 2015 stond ze samen met Sandrine Van Handenhoven en Slongs Dievanongs op de planken met Vaginamonologen 2.0. Deze voorstelling, initieel gebracht door An Nelissen, werd ook in 2016 hernomen.
In 2022 vertolkte ze een rol in het theaterstuk Maria van't Frituur samen met Carry Goossens en Peter Thyssen. Dit stuk speelde in het Fakkeltheater.

## Televisie
- Funnymals (2013) als stemactrice van de week
- Duts (2010) als Kaat
- Dobus (2009-heden) als Mina
- Grappa (2008) als vrouw
- Witse (2006) als Sofie Leemans, (2012) als Sabien Rombouts
- Oekanda (2005) als Deborah
- Flikken (2003) als Chantal De Vreeze
- Koffie Verkeerd (2003) als onbekend
- Chris & Co (2003) als vrouw van Snelle Eddy
- Allemaal Chris (2017) als vrouw van Snelle Eddy